# Alexandre Fedosseïevitch Bestoujev
Pour les articles homonymes, voir Bestoujev.
Alexandre Fedosseïevitch Bestoujev (en russe : Александр Федосеевич Бестужев, né le 24 novembre 1761 et mort le 20 mars 1810 à Saint-Pétersbourg, est un homme politique russe, père des décembristes Nikolaï et Mikhail Bestoujev.

## Biographie
Issu d'une famille noble, il reçoit une éducation militaire et est diplômé du gymnase grec du corps des cadets de l'artillerie et du génie (1779), où il enseigne jusqu'en 1788. Le 20 juin 1784, il est promu sous-lieutenant et, durant la guerre russo-suédoise, est grièvement blessé à la tête, en 1789, à la bataille de Seskar.
Le 13 mars 1789, il reçoit le grade de lieutenant mais les suites de sa grave blessure le contraignent à démissionner.
Le 17 février 1800, il est nommé contremaître dans l'expédition du comte Alexandre Sergueïevitch Stroganov, puis il est secrétaire de conférence à l'Académie des Beaux-Arts. Il a une formation polyvalente, ce qui lui permet d'occuper divers postes administratifs et économiques. Il participe à la création en 1804 de fonderies de bronze de Saint-Pétersbourg et d'une usine d'acier à froid. Le 17 février 1802, il devient conseiller d'État .
Sa demeure est l'un des rares centres culturels de Saint-Pétersbourg à la fin du XVIIIe siècle. Il s'y déroule des rencontres d'écrivains, d'artistes et de compositeurs. Défendant l'idée de créer un système éducatif public, il conseille de construire la formation et l'éducation sur la base d'une pédagogie humaine, théorie développée par Comenius. Il est par ailleurs opposé à l'éducation religieuse. Il expose son système pédagogique dans le traité Sur l'éducation, qui a été publié dans le Journal de Saint-Pétersbourg en 1798. Selon son fils Mikhail, il a utilisé ce système pour élever ses enfants.
Il meurt à Saint-Pétersbourg le 1er avril 1810 et est inhumé au cimetière orthodoxe de Smolensk à Saint-Pétersbourg,.